# Estanciano EC
Der Estanciano Esporte Clube ist ein Fußballverein aus Estância, im brasilianischen Bundesstaat Sergipe. Estanciano wurde am 14. Juni 1956 von Dissidenten des Cruzeiro Sport Club, dem ehemaligen Clube Social e Esportivo de Estância, gegründet.

## Herrenfußball
Der Klub trat zunächst in Amateurfußballmeisterschaft Sergipes an und ab 1960 das erste Mal im Profibereich. 1972 gab der Klub dann sein Debüt in der Staatsmeisterschaft von Sergipe. In dieser tritt er seitdem überwiegend an. Allerdings musste man auch zeitweise in deren Segunda Divisão, der zweiten Liga, antreten, an welche nur für U20-Mannschaften teilnehmen. Besondere Highlights waren 2015 die Teilnahme an der vierten brasilianischen Liga, der Série D. Und eine Teilnahme am Copa do Brasil. Nachdem Estanciano 2015 in der Staatsmeisterschaft Zweiter wurde, durfte man am Copa do Brasil 2016 teilnehmen. Hier unterlag man in der ersten Runde dem Paraná Clube mit 1:1 und 0:2.

### Teilnahme an Fußballwettbewerben
| Wettbewerb                          | Teilnahmen                                                                                |
| ----------------------------------- | ----------------------------------------------------------------------------------------- |
| Série D                             | 2010                                                                                      |
| Copa do Brasil                      | 2016                                                                                      |
| Staatsmeisterschaft                 | 19× – 1972–1973, 1975, 1977, 1983–1984, 1987–1988, 1997–1999, 2002, 2011, 2013–2017, 2023 |
| Staatsmeisterschaft Segunda Divisão | 16× – 1997, 2001–2005, 2007, 2009–2010, 2012, 2018–2022, 2024                             |
| Copa do Nordeste                    | 2016                                                                                      |
| Staatspokal von Sergipe             | 2013–2014                                                                                 |

### Erfolge
- Staatsmeisterschaft von Sergipe Segunda Divisão – Vizemeister: 1997

## Frauenfußball
Seit mindestens 2021 unterhält Estanciano auch eine Frauenfußballmannschaft. Diese nahm bislang an der Série A3, der dritten nationalen Liga, und an der Staatsmeisterschaft von Sergipe teil. Die Staatsmeisterschaft 2022 konnte gewonnen werden.

### Teilnahme an Fußballwettbewerben Frauen
| Wettbewerb          | Teilnahmen |
| ------------------- | ---------- |
| Série A3            | 2022, 2023 |
| Staatsmeisterschaft | 2021–      |

### Erfolge
- Staatsmeisterschaft von Sergipe: 2021, 2022